# Mulat

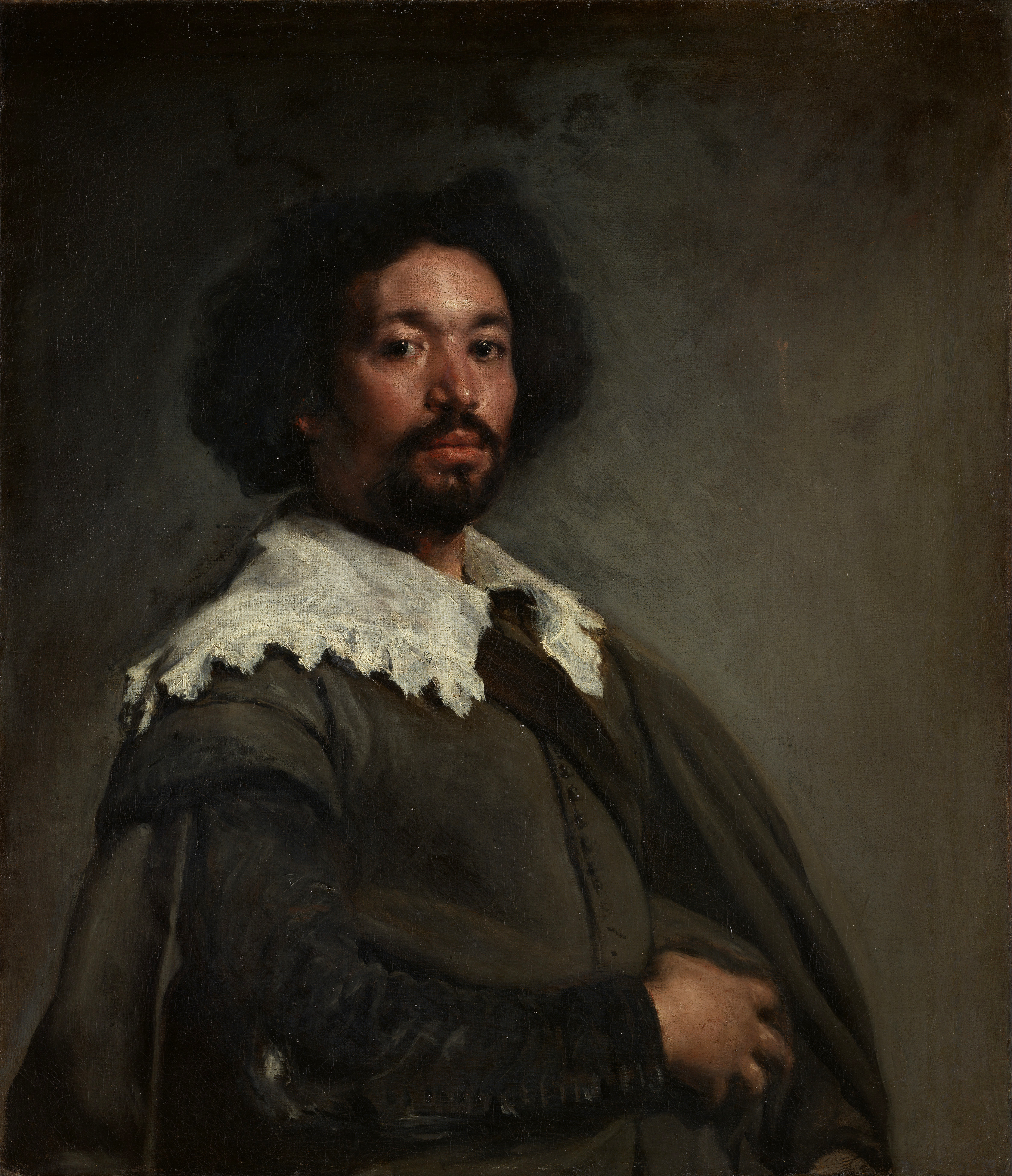
Portret Juana de Pareja – Diego Velázquez (ok. 1650)

Mulat – termin określający potomka mężczyzny odmiany białej i kobiety odmiany czarnej lub kobiety odmiany białej i mężczyzny odmiany czarnej.
Zarówno mulaci, jak i metysi oraz zambosi, to odmiany pośrednie, powstałe w wyniku wymieszania się odmian głównych. 

## Etymologia
Słowo mulat (ang. mulatto) prawdopodobnie pochodzi od hiszpańsko-portugalskiego słowa mulato, które dosłownie oznaczało młodego muła (mulo, od łacińskiego mulus i mula). 
Według innej hipotezy, słowo to pochodzi od arabskiego słowa muwallad, które oznacza potomka arabskiego ojca i nie-arabskiej matki lub, w innym znaczeniu, konwertytów na islam, którzy stanowili większość populacji średniowiecznej Andaluzji (patrz: Muwallad, Muladí).